# گوانادرل
گوانادرل (به انگلیسی: Guanadrel) با فرمول شیمیایی C۱۰H۱۹N۳O۲ یک ترکیب شیمیایی با شناسه پاب‌کم ۳۸۵۲۱ است. که جرم مولی آن ۲۱۳٫۲۷۶۷۶ می‌باشد. 